# Rieger-Kloss
RIEGER - KLOSS ORGELBAU s.r.o. (do ledna 2014 pod názvem RIEGER - KLOSS VARHANY s.r.o.) byla česká firma zabývající se výrobou píšťalových varhan se sídlem v Krnově založená v roce 1873. Před rokem 1948 se firma nazývala Rieger Orgelbau (pod tímto jménem nyní působí jako rakouský podnik potomků původních sudetoněmeckých majitelů).
V březnu 2018 s ní bylo na její návrh zahájeno insolvenční řízení. Společnost zanikla 1. prosince 2022 výmazem z obchodního rejstříku.

## Historie firmy

### Začátky (1873–1903)
Zakladatel firmy Franz Rieger (1812–1885) byl známý v celém Slezsku jako varhanář výjimečných kvalit. Jeho synové Otto Antonín (1847) a Gustav (1848) převzali v roce 1873 otcovu dílnu. Ve stejném roce postavili první varhany nazvané OPUS 1 pro Světovou výstavu ve Vídni. Nástroj vyvolal velkou pozornost a v roce 1878 bratři Riegerové postavili další velký nástroj, tentokrát pro Světovou výstavu v Paříži. Pařížská výstava přinesla firmě kromě uznání i mnoho zahraničních zakázek a tím umožnila vybudování varhanářské továrny v Krnově.
Již od počátku se firma stala významnou varhanářskou továrnou v rámci Rakouska-Uherska a jednou z nejdůležitějších a nejznámějších v celé Evropě. V roce 1880 císař František Josef I. vyznamenal Otto Riegera Rytířským křížem a továrně byl propůjčen titul „c. a k. dvorní dodavatel“. Papež Lev XIII. jmenoval Otto Riegera rytířem „Řádu Božího hrobu“.
V tomto prvním období v letech 1873 až 1903 bylo v Krnově postaveno přes 1000 opusů a počet zaměstnanců se pohyboval okolo 70. Bylo to období velkého rozkvětu firmy – varhany se stavěly v Norsku, Anglii, Španělsku, Turecku, Palestině, Portugalsku, Dánsku, Německu. Výrobky bratří Riegerů putovaly do tak i vzdálených zemí jako jsou Argentina či Mexiko.

### Léta 1904–1945
V roce 1904 se do cela firmy postavil Otto Rieger mladší. Slibný rozvoj společnosti byl přerušen první světovou válkou a rozdělením Rakouska-Uherska. Kvůli těmto historickým událostem byla krnovská firma nucena hledat nové trhy a objem produkce se snížil.
Josef Glatter-Gotz se stal vlastníkem firmy v roce 1924 a právě jemu se podařilo vrátit jí její dřívější věhlas a postavení na trzích celého světa. V období let 1924–1939 bylo v Krnově postaveno téměř tisíc nástrojů a firma měla zhruba 100 zaměstnanců. Polovina tehdejší produkce byla umístěna v Československu a zbytek putoval do zemí Evropy, Afriky, Asie a Jižní Ameriky.
Druhá světová válka znovu velmi nepříznivě zasáhla do vývoje firmy. V důsledku nedostatku materiálu i pracovních sil byla produkce snížena na minimum.

### Období po druhé světové válce
Po skončení druhé světové války se továrna rychle zotavovala a narůstala výroba i počet zaměstnanců. Po únoru 1948 došlo ke znárodnění společnosti a ke spojení firmy Rieger s místní varhanářskou firmou Kloss. Ve stejném roce byla zaregistrována ochranná známka RIEGER-KLOSS a společnost se brzy vrátila na své předválečné pozice na světových trzích.
Na přelomu 70. a 80. let 20. stol. byla jedním ze závodů oborového podniku Československé hudební nástroje se sídlem v Hradci Králové.
Po společenských změnách v roce 1989 prošel podnik složitou transformací a v roce 1994 byl privatizován. I po tomto období se firma RIEGER-KLOSS VARHANY s.r.o. opět zařadila k předním světovým producentům a vývozcům píšťalových varhan. Těch bylo v továrně vyrobeno do současnosti již více než 3 700.

### Insolvenční řízení
V roce 2010 tehdejší většinový majitel společnosti Svatopluk Ručka nabídl svůj podíl k prodeji. Mezi zájemci byla skupina investorů včetně bývalých absolventů varhanářské školy, firma nakonec připadla zemědělskému podnikateli (bývalému předsedovi zemědělského družstva) Karlu Nedbálkovi, který po roce odprodal firmu Petru Škrbelovi. Ten během několika let zajistil několik významných zakázek a udržel společnost v chodu, nicméně v březnu 2018 bylo s firmou na její vlastní návrh zahájeno insolvenční řízení. Firma propustila všechny své zaměstnance a dle Jiřího Holinky, v roce 2018 zástupce ředitelky Střední umělecké školy varhanářské, „firma už nějakou dobu nefungovala“, jelikož firma je bez zaměstnanců i bez zakázek.